# Denis Lemyre
Denis Lemyre (París, 16 de gener de 1968) va ser un ciclista francès especialista en pista. Del seu palmarès destaca la medalla de bronze als Campionats del món de tàndem, juntament amb Frédéric Lancien.

## Palmarès
- 1986
  -  Campió del món júnior en Velocitat